# Амберли (Охајо)
Амберли (енгл. Amberley) град је у америчкој савезној држави Охајо.

## Демографија
По попису из 2010. године број становника је 3.585, што је 160 (4,7%) становника више него 2000. године.
| Група             | 2000.         | 2010.         |
| Белци             | 2.978 (86,9%) | 3.034 (84,6%) |
| Афроамериканци    | 303 (8,8%)    | 339 (9,5%)    |
| Азијати           | 82 (2,4%)     | 108 (3,0%)    |
| Хиспаноамериканци | 18 (0,5%)     | 47 (1,3%)     |
| Укупно            | 3.425         | 3.585         |